# Georg-Kaiser-Förderpreis
Der Georg-Kaiser-Förderpreis wurde von 1996 bis 2014 im Regelfall alle drei Jahre durch das Land Sachsen-Anhalt im Wechsel mit dem Wilhelm-Müller-Preis und dem Friedrich-Nietzsche-Preis an einen Nachwuchsautor vergeben, der sich durch mindestens eine herausragende literarische Veröffentlichung ausgewiesen und einen literarischen oder biografischen Bezug zum Land Sachsen-Anhalt hat.
Der Preis war mit einer Ehrenurkunde und einer Preissumme von 5.000 Euro dotiert. 2014 hat das Kultusministerium von Sachsen-Anhalt beschlossen, den Friedrich-Nietzsche-Preis, den Wilhelm-Müller-Preis und den Georg-Kaiser-Förderpreis zugunsten eines jährlich zu vergebenden Klopstock-Preises für neue Literatur einzustellen.
Der Preis ist nach dem Schriftsteller Friedrich Carl Georg Kaiser (1878–1945) benannt, der in Magdeburg geboren wurde.

## Preisträger
- 1996 Holger Benkel
- 1998 André Schinkel
- 2000 Simone Leppert
- 2002 Torsten Olle
- 2005 Daniela Danz
- 2008 Christian Kreis
- 2011 Dirk Laucke
- 2014 Sascha Kokot[2][3]